# Zadadrina metallica
Zadadrina metallica là một loài bướm đêm thuộc phân họ Arctiinae, họ Erebidae.